# Swertia yunnanensis
Swertia yunnanensis är en gentianaväxtart som beskrevs av Isaac Henry Burkill. Swertia yunnanensis ingår i släktet Swertia och familjen gentianaväxter. Inga underarter finns listade i Catalogue of Life.